# 外籍配偶 (臺灣)
外籍配偶，在臺灣是指與中華民國國籍人士締結婚姻的非本國籍人士，內政部移民署指出，外籍配偶為外僑居留者持有效外僑居留證及永久居留證者。在中華民國內政部公開統計表中內政部統計月報，外籍是不包含港澳僑生的。而外籍新娘即台灣民間對女性外籍配偶之稱呼，該移民族群源自1970年代末期。
因「外籍新娘」字眼容易將該族群人士標籤化，台灣部分團體希望以新移民女性來替代官方之「外籍配偶」名稱或民間之外籍新娘俗稱。也就是將可泛指世界上所有女性移民者的新移民女性的名稱新移民女性作為統稱。
2017年，臺灣新外籍配偶已超過53萬人，下一代則有約40萬人， 稱為「新二代」。
2019年內政部統計通報 （页面存档备份，存于）國人結婚對數共計13萬4,524對，其中雙方均為我國籍者占84.2％，與非本國籍結婚者占15.8％。

## 定義
1990年代以後，台灣男人娶外籍女性人口暴增，外籍女性配偶通稱「外籍新娘」。台灣人以「外籍配偶」統稱，後來改以「新移民」統稱所有與台灣人有婚姻關係之男性與女性外籍人士，為防歧視之用字。
外籍配偶泛指與本國籍男士締結婚姻的外籍人士女性，通指嫁至台灣的東南亞及中國大陆的女性；實際上，嫁台灣男性的外籍女性，國籍非僅有來自東南亞或大陸的女性，但因其佔大多數，越南與大陸配偶女性便為一般台灣民眾印象中的外配代表。
部分台灣人士指外籍配偶為帶有歧視之意，他們認為同樣住在台灣的人，不應因為其原國籍而被冠上如此刻版化的稱呼，因此於2003年，婦女新知基金會曾舉辦「請叫我──，讓新移民女性說自己徵文活動」，以表達這些女性希望社會能稱呼她們為「新移民女性」的訴求。

## 現況

### 外國（境外）人士成為配偶（留在境內）
| 原屬國籍 | 人數                   | 構成比              |
| --- | ---------------------- | ------------------- |
| 中华人民共和国（大陸、港澳地區） 中国大陆 · 香港/ 澳門 | 355,228 339,140 16,088 | 66.38% 63.38% 3.01% |
| 越南 | 102,375                | 19.13%              |
| 印度尼西亞 | 29,671                 | 5.54%               |
| 泰國 | 8,781                  | 1.64%               |
| 菲律賓 | 9,309                  | 1.74%               |
| 柬埔寨 | 4,312                  | 0.86%               |
| 日本 | 4,849                  | 0.81%               |
| | 1,647                  | 0.31%               |
| 其他國家 | 18,936                 | 3.54%               |
| 總計 | 535,108                | 100.00%             |
| - 資料來源：內政部移民署與戶政司。 - 外籍配偶人數與大陸(含港澳)配偶人數按證件分 （页面存档备份，存于）數據包含已取得中華民國國籍者。 - 2018年4月底。 - 以上數字為男女混合統計。 |                        |                     |

2006年，臺灣結婚登記共計142669對，其中在台外籍配偶（不含陸港澳人士）為9524人，較2005年略減4284人，而陸港澳的外籍配偶人數為14406人，較2005年減少213人。據中華民國內政部2007年1月《內政統計通報》得知，該減少原因，主要是為了「杜絕利用假結婚之名來臺工作或從事不法等」而於2003年9月全面施行「中國大陸外籍配偶面談制度與外籍配偶境外訪談措施」所致。
若以比例來看，2006年台灣總結婚對數中，配偶為外籍配偶占17％左右。此比例與2003年外籍配偶入境最高峰之三成一情況比較，2006年外籍配偶結婚登記人數的降幅高達15%。除此，與之前相同的，今台灣女性外籍配偶者佔總數七成以上。
截至2006年底止，台灣外籍配偶人數約達38.4萬人，已開始接近台灣原住民族整體的人數（約48萬人），約佔台灣總人口百分一點六，更佔15歲以上人口的百分之二以上。其中外籍配偶（含歸化取得中華民國國籍者）占34.9％，中華人民共和國籍配偶占65.1％。
如果按照縣市來看，95年結婚登記之外籍配偶人數23,930人中，以臺北縣4,454人占18.61％最多，臺北市2,845人占11.89％次多，桃園縣2,499人占10.44％居第三；如就所占該縣結婚比率觀察，則以金門縣37.42％最高，連江縣34.67％次高，苗栗縣20.19％居第三。
以目前外籍配偶在各縣市來看，外籍配偶以新北市14,213人占總外籍配偶比率為18.73％最多，桃園縣7,226人占11.09％次多，臺北市5,736人居第三 。以外籍配偶的來源地來看，以中國大陆占66.91％最多，其餘依序為越南占18.97％，印尼占6.07％、泰國占1.79％、菲律賓占1.55％。
而如果以台灣內部各族群男性的外籍配偶來源，可以發現台灣福佬人比較傾向娶越南籍女性，台灣外省人比較傾向娶中国大陆女性，而台灣客家人比較傾向娶印尼籍華裔女性（因客家人是印尼華人主流）。印尼移民至台灣的新移民女性大多來自華裔客家人早期採礦和務農的坤甸、山口洋、邦加、勿里洞等地。
另外在台灣，除了中國大陸和東南亞外，其他國家的外籍配偶就以日本和韓國為主，由於日韓兩地經濟比起中國大陸和東南亞要來的富庶，生活水平和飲食方面與台灣差距不大，對比後者常遭受莫名歧視或是騷擾相比，日韓配偶這方面的問題要來的輕微許多。
不過這些外籍配偶中，也衍生出不少實際上是郵購新娘（透過婚姻仲介）、假結婚（非真正以夫妻的身份生活）等問題。
相反的，成為他國人士配偶，並離開台灣與外籍配偶居住者也不在少數。以日本、韓國、美國等先進國家為主。

## 中華民國政府對中國大陸配偶的法規
- 中華民國憲法增修條文
- 台灣地区與大陆地区人民關係條例
- 大陆地区人民進入台灣地區許可辦法
- 台灣地区與大陆地区人民關係條例施行細則
- 大陆地区人民申請進入台灣地区面談管理辦法
- 大陆地区人民按捺指紋及建檔管理辦法
- 大陆地区人民在台灣地区依親居留長期居留或定居許可辦法
- 大陆地区配偶在台灣地区依親居留期間工作許可及管理辦法
- 司法院釋字第六一八號解釋

## 外部連結
- 內政部移民署（页面存档备份，存于）